# Misión de Los Santos Ángeles de Guevavi
La misión de Los Santos Ángeles de Guevavi (en o'odham: Geʼe Wawhia), ubicada unos 10 km al norte del actual Nogales (Arizona), es una histórica misión española jesuita que fue fundada por el padre Eusebio Francisco Kino y Juan María de Salvatierra en 1691. Es considerada un Hito Histórico Nacional de Estados Unidos, situado en el parque Nacional de Tumacácori. Además es una de las misiones españolas en Arizona y parte del Itinerario de Patrimonio Latinoamericano.
Guevavi derivó de lo que significa “gran agua” en lengua pima, muy probablemente refiriéndose a agua del Río Santa cruz, que pasaba por la zona. 
La misión de los Santos Ángeles de Guevavi es parte de la Ruta Histórica Nacional de Juan Bautista de Anza, junto con el Centro Cultural y Museo Tohono O'odham en Topawa, al este del parque y al norte el Presidio de Tucson.

## Historia
El padre Juan de San Martín fue asignado como primer sacerdote residente (abandonó la misión en 1703), con la construcción de una pequeña capilla en 1701 pero su origen data de 1691. A fines de la década de 1690, la misión constaba de una iglesia, un taller de carpintería y un área de herrería. La misión, se ocupó en un tiempo de forma intermitente hasta que se convirtió en la primera iglesia jesuita, o cabecera de misión, en el suroeste de los Estados Unidos. Los misioneros posteriores lo llamaron San Rafael y San Miguel, dando como resultado el nombre histórico común de Los Santos Ángeles de Guevavi. Las ruinas de la iglesia de la misión están situadas en medio de un asentamiento nativo Sobaipuri u O'odham (Pimería Alta) del pueblo pima. Los padres enseñaron a los nativos a cultivar la tierra (tanto maíz, como trigo o durazno), criar ganado vacuno, ovino, español, la religión católica, manejo de la talabartería, uso del sebo, la carne y ciertos minerales. Los nativos, continuarían con su cultura, con sus ceremonias autóctonas, elaboración de alfarería, así como la fermentación de cactus y frutas silvestres para la elaboración de bebidas alcohólicas, para disgusto de los sacerdotes. Los religiosos fueron apoyados por Juan Bautista de Anza (padre) sobre el año 1700.  
Guevavi fue designado como cabecera en 1701. Los padres Agustín de Campos y Luis Xavier Velarde visitaron ocasionalmente después de eso. El padre Grashoffer llegó en 1732 y restableció una segunda iglesia en Guevavi. En 1741 el virrey de Castro Figueroa y Salazar ordenó una serie de reformas sobre la ubicación de los presidios de Sinaloa, entre ellas, el proyecto nunca llevado a cabo del establecimiento de un presidio en la propia misión o en el camino entre Guavaví y la misión Santa María Suamca.

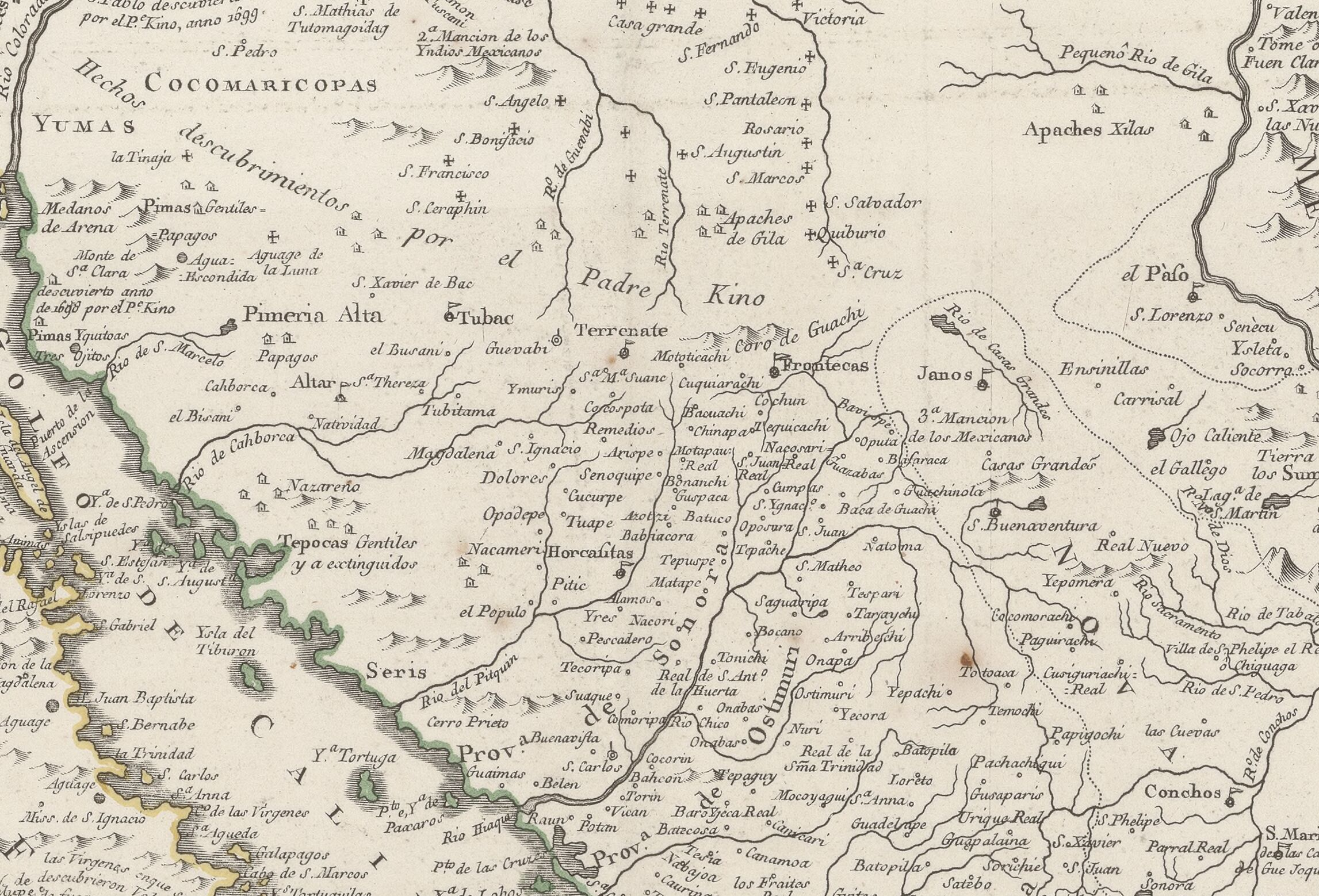
Mapa de los presidios de Tubac y Terrenate próximos a la misión (1768) El mapa refleja el proyecto fallido de 1741 de instalar un presidio también en Guevavi.

En 1751, el padre Garrucho realizó la construcción de una iglesia nueva y más grande de 15 pies por 50 pies, con muros de 3 pies de grosor y 6 de alto. y son las ruinas que aún existen y se ven en la actualidad. El interior fue enyesado y blanqueado con cal. La Revuelta Pima de 1751, las incursiones apaches y la expulsión de los jesuitas de las Américas en 1767, condujo a la inestabilidad y eventual abandono de la misión, tras el traslado de los pocos padres que quedaron al norte de la misión, en Tumacácori. 
Posteriormente el sacerdote franciscano, Juan Crisóstomo Gil de Bernabé, llegó en 1768 y se instaló en la misión con unas cincuenta familias. Los apaches les atacaron en 1769 y mató a todos menos a dos de los pocos soldados españoles que custodiaban la misión; en 1770 y 1771 los indígenas continuaron sus ataques y la cabecera se trasladó a Tumacácori. La misión quedó sin sacerdote en 1773 y la misión de Los Santos Ángeles de Guevavi fue oficialmente abandonada en 1775. 
En 1854, la propiedad del territorio pasó de México a Estados Unidos por la Venta de La Mesilla. La mina de Oro Guevavi, acaparó la actividad de región la zona (entre 1814 y 1849), siendo reabierta en 1864, ya bajo control estadounidense hasta que fue abandonada en 1888. La misión fue utilizada en su parte del camposanto por parte de los mineros. 

## Arqueología
El convento y la iglesia han sido excavados por la Sociedad Histórica y Arqueológica de Arizona y el Servicio de Parques Nacionales. El historiador John Kessell ha escrito una historia completa de Guevavi. El arqueólogo Deni Seymour ha excavado una parte del asentamiento indígena Sobaipuri-O'odham de Guevavi y la "pequeña casa e iglesia" del padre Kino. La madre de Juan Bautista de Anza está enterrada en frente del altar.

### Parque Histórico Nacional Tumacácori
Las ruinas de la misión se incorporaron al Parque Histórico Nacional Tumacácori en 1990 y ese mismo año fue declarado hito histórico nacional.
La Misión Los Santos Ángeles de Guevavi es un sitio designado del sendero histórico nacional Juan Bautista de Anza, un área del Servicio de Parques Nacionales en el Sistema Nacional de Senderos de los Estados Unidos.

## Galería

Ruinas del muro más grande de la misión (1940)
Ruinas  de la misión (1940)
Una de la ruinas más prominentes de la misión (1940)